# Kortmanipulering
Kortmanipulering är en del av trolleri där man med en kortlek kan göra fantastiska konster, som exempelvis enhandskuperingar och enhandsblandningar, solfjädrar med kort, producering av kort från tomma luften och mycket mera.
Kortmanipulering kan också kallas för flourishing och har en förkortning som heter XCM.